# Jenny Mollen
Jenny Mollen (ur. 30 maja 1979 w Phoenix w stanie Arizona, USA) – amerykańska aktorka.